# Colli Maceratesi
Mit dem Namen Colli Maceratesi DOC werden italienische Weiß-, Rot- und Schaumweine aus den Provinzen Macerata und Ancona (Region Marken) vermarktet, die seit 1975 eine kontrollierte Herkunftsbezeichnung („Denominazione di origine controllata“ – DOC) besitzen, die zuletzt am 7. März 2014 aktualisiert wurde.

## Erzeugung
Der Colli Maceratesi Bianco wird auch in den Typen Passito und Spumante erzeugt. Dafür müssen mindestens 70 % der Rebsorte Maceratino (lokal auch „Ribona“ genannt) verwendet werden. Höchstens 30 % Incrocio Bruni 54 (Sauvignon blanc × Verdicchio), Pecorino, Trebbiano Toscano, Verdicchio, Chardonnay, Sauvignon, Malvasia Bianca Lunga und/oder Grechetto dürfen – einzeln oder gemeinsam – zugesetzt werden. Höchstens 15 % andere weiße Rebsorten, die für den Anbau in der Region Marken zugelassen sind, dürfen zugesetzt werden.
Der Colli Maceratesi Rosso wird auch in den Typen Novello und „Riserva“ erzeugt. Dafür müssen mindestens 50 % der Rebsorte Sangiovese verwendet werden. Höchstens 50 % Cabernet Franc, Cabernet Sauvignon, Ciliegiolo, Lacrima, Merlot, Montepulciano und/oder Vernaccia nera dürfen – einzeln oder gemeinsam – zugesetzt werden. Höchstens 15 % andere rote Rebsorten, die für den Anbau in der Region Marken zugelassen sind, dürfen zugesetzt werden.
Bei den folgenden Weinen müssen jeweils mindestens 85 % der genannten Rebsorte enthalten sein. Höchstens 15 % andere analoge Rebsorten, die für den Anbau in der Region Marken zugelassen sind, dürfen zugesetzt werden.
- Colli Maceratesi Ribona (Maceratino)
- Colli Maceratesi Sangiovese

## Anbau
Die Zone umfasst die gesamte Provinz Macerata und die Gemeinde Loreto in der Provinz Ancona.

## Beschreibung
Laut Denomination:

### Colli Maceratesi Bianco
- Farbe: strohgelb
- Geruch: zart, angenehm harmonischer Geruch
- Geschmack: trocken, harmonisch
- Alkoholgehalt: mindestens 11,5 Vol.-%
- Säuregehalt: mindestens 4,5 g/l
- Trockenextrakt: mind. 16,0 g/l

### Colli Maceratesi Rosso
- Farbe: rubinrot
- Geruch: charakteristisch, intensiv
- Geschmack: trocken, harmonisch
- Alkoholgehalt: mindestens 11,5 Vol.-%, bei „Riserva“ 12,5 Vol.-%
- Säuregehalt: mindestens 4,5 g/l
- Trockenextrakt: mind. 18,0 g/l, bei „Riserva“ 21,0 g/l